# 衛後莊公
衞後莊公（？—前478年），姬姓，名蒯聵，為春秋諸侯國衞國君主之一，為了與前代的衞莊公分別，故學者時稱衞後莊公。

## 簡介
蒯聵為卫灵公的庶子，因谋害嫡母南子事败，蒯聵逃到晋国依附赵简子。
靈公意圖傳位予小兒子公子郢，公子郢尊重禮法，不肯。靈公死後，公子郢與南子協議，立蒯聵之子公孙辄为君，是為衞出公。
蒯聵在赵简子協助之下，想回国驅逐兒子出公，但遭到出公攻打，史称“父子争国”。蒯聵聯絡胞姊「伯姬」，綁架孔悝（即伯姬之子，蒯聵的外甥），以逼迫孔悝反叛出公，過程中殺死了來援助孔悝的子路，孔悝最後同意協助蒯聵，出公逃亡。蒯聵登位，是為衞後莊公。
衛後莊公即位之後，與赵简子失和，遭到赵简子討伐，赵简子罷黜了衞後莊公，改立公孫班師。不久，衛後莊公又回國驅逐了班師，繼續為君。
衞後莊公不久因討伐卫国大夫石圃，事敗而逃亡，後被己姓之戎所殺。

## 子
- 卫出公
- 太子疾
- 公子青

| 前任： 衞出公 | 春秋衞國君主 前480年-前478年 | 繼任： 衛君般師 |